# Musaranya aquàtica de Xelkóvnikov
La musaranya aquàtica de Xelkóvnikov (Neomys teres) és una espècie de mamífer de la família de les musaranyes que es troba a Armènia, l'Azerbaidjan, Geòrgia i, possiblement, a l'Iran i Turquia.